# Drużyna Kubańska
Drużyna Kubańska (ros. Кубанская дружина) – ochotniczy oddział wojskowy złożony z Kozaków kubańskich podczas wojny domowej w Rosji
Oddział został utworzony na przełomie 1917/1918 r. w Jekaterynodarze. Składał się z Kozaków kubańskich starszych wiekiem, a także członków organizacji paramilitarnych funkcjonujących w mieście. Liczył 65 ludzi. Na ich czele stał płk W. N. Obraz. Do jego zadań należała ochrona Banku Państwowego. Na pocz. marca 1918 r. w aule Szenżij oddział wszedł w skład Oddziału Kubańskiego, w której ochraniał konwoje przewożące środki finansowe.